# Østens Assyriske Kirke
Østens Assyriske Kirke også kendt som Assyrian Church of the East (ACOE) eller Holy Apostolic Catholic Assyrian Church of the East (HACACE) er en af verdens ældste kristne kirker. Dens forgænger i det gamle Mesopotamien, det nuværende Irak og den sydlige del af Tyrkiet, blev grundlagt allerede midt i det første århundrede af apostlen Thomas. Kirkens liturgi og prædiken foregår på aramæisk som var Jesus' modersmål og som han talte til dagligt. Under det nestorianske skisma i året 431 brød kristendommen i Mesopotamien med resten af den oprindelige kristne kirke, altså tyve år før de orientalske ortodokse kirker.
Østens Assyriske Kirke var den første kristne tradition, der nåede Indien og Fjernøsten. Apostlen Thomas selv nåede at etablere kristendommen i sydvest-Indien, hvor den efter det nestorianske skisma hørte under Østens Kirke, og hvor kirken stadigvæk findes i dag. I 600-tallet nåede dens missionsarbejde ad Silkevejen helt til Kina og Mongoliet.
Østens assyriske kirke tilslutter sig den nikæno-konstantinopolitanske trosbekendelse, som blev formuleret ved det første koncil i Nikæa.
Østens Assyriske Kirke er kendt blandt andet ved navnet Kirken af Persien og af vestlige kristne fejlagtigt som den "Nestorianske" Kirke.
Pr. 1. januar 2001 havde Østens Assyriske Kirke i Danmark 346 medlemmer. Folkekirken havde 4.532.635.
Den første Østens Assyriske Kirke i Danmark, Mar Mari Kirken i Tilst, blev opført i 2016. 
Patriarkatet for Østens Assyriske Kirke befinder sig i Erbil, Irak. Grundet flere millioner assyrere lever i diaspora er Østens Assyriske Kirke spredt ud over hele verden.  
Østen Assyriske kirke har en traditionel bispestruktur, ledet af en Universel Patriark. Dens hierarki er sammensat af metropolit, ærkebiskoper og stiftbiskoper, derefter provst, præster og diakoner. De tjener i sognene i hele Mellemøsten, Europa (inklusivt Kaukasus og Rusland), Indien, Nordamerika og Oceanien herunder Australien og New Zealand.